# Cadillac DPi-V.R
Chronologie des modèles
Corvette Daytona Prototype Cadillac V-Series.R
La Cadillac DPi-V.R est une voiture de course conçue et développée par Dallara sur une base de Dallara P217. La voiture est confiée aux écuries Whelen Engineering Racing, Mustang Sampling Racing, JDC Miller Motorsports, Spirit of Daytona Racing, Wayne Taylor Racing et Chip Ganassi Racing qui alignent ce prototype en championnat WeatherTech United SportsCar.

## Création du prototype

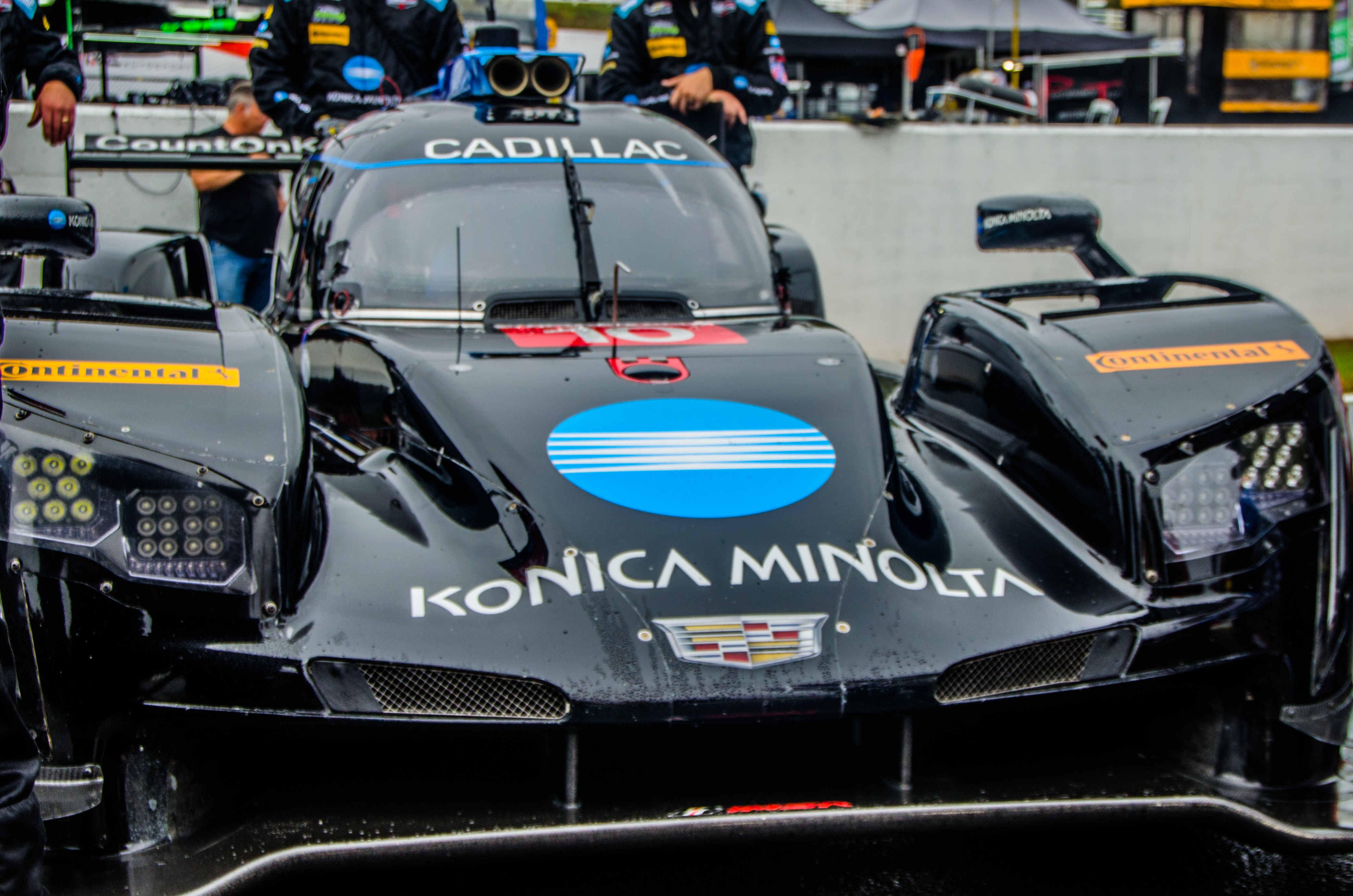
Cadillac DPi-V.R au Petit Le Mans 2017.

Elle répond à la nouvelle réglementation DPi (Daytona Prototype international) de l'IMSA adoptée depuis 2017. Elle a été dévoilée le 30 novembre 2016,. Elle a effectué sa première course aux 24 Heures de Daytona.
Pour sa deuxième saison au sein du championnat WeatherTech United SportsCar, la cylindrée du moteur est réduite et passe de 6,2 L à 5,5 L.

## Pilotes
- Filipe Albuquerque
- Max Angelelli
- João Barbosa
- Dane Cameron
- Eddie Cheever III (en)
- Mike Conway
- Eric Curran
- Christian Fittipaldi
- Jeff Gordon
- Ryan Hunter-Reay
- Alex Lynn
- Matthew McMurry
- Stuart Middleton
- Seb Morris (en)
- Felipe Nasr
- Jordan Taylor
- Ricky Taylor
- Tristan Vautier
- Renger van der Zande
- Fernando Alonso

## Palmarès
- Vainqueur des 24 Heures de Daytona, des 12 Heures de Sebring, du BUBBA Burger Sports Car Grand Prix à Long Beach, Advance Auto Parts Sportscar Showdown d'Austin, des Chevrolet Sports Car Classic à Detroit, des 6 Heures de Watkins Glen, des Mobil 1 SportsCar Grand Prix à Mospsort et du Continental Tire Monterey Grand Prix à Laguna Seca en 2017.
- Vainqueur des 24 Heures de Daytona en 2019[5].